# Artoon
Artoon fue una empresa Third-party desarrolladora de videojuegos japonesa fundada por Naoto Ohshima en 1999, tras abandonar Sonic Team. Aparte de Naoto Ohshima, entre los empleados se encuentra Yoji Ishii, Manabu Kusunoki, Hidetoshi Takeshita y Yutaka Sugano.
Artoon se extinguió cuando la empresa matriz, AQ Interactive, se declaró en bancarrota.
El primer juego que desarrollaron fue en marzo de 2001 y se llamaba Pinobee: Wings of Adventure, para GBA y publicado por Hudson Soft. En 2002, Microsoft pública Blinx: The Time Sweeper para Xbox; un título desarrollado por Artoon. En 2004, desarrollaron la secuela de este juego. También en 2004 trabajaron para Nintendo y desarrollaron Yoshi's Universal Gravitation, para GBA.
En 2006 trabajaron en el proyecto de Mistwalker, Blue Dragon para Xbox 360. En 2007 desarrollaron para Nintendo, Yoshi's Island DS para Nintendo DS. Además, AQ Interactive publicaba en Japón Vampire Rain, juego desarrollado por ellos para xbox 360.
En 2008, han trabajado en otro proyecto de Mistwalker, Away: Shuffle Dungeon para DS. Este fue publicado por AQ Interactive en Japón, como ya ha hecho con otros dos títulos de la empresa este mismo año: The World of Golden Eggs: Nori Nori Rhythm-kei y Vampire Rain: Altered Species, para Wii y PS3, respectivamente.
Artoon fue absorbida por AQ Interactive, junto con feelplus y Cavia en 2010.

## Juegos desarrollados[4]
La fecha es del lanzamiento en Japón
- Pinobee: Wings of Adventure (21 de marzo de 2001) (GBA).
- Ghost Vibration (4 de julio de 2002) (PS2).
- Pinobee and Phoebe (18 de julio de 2002) (GBA).
- Ghost Trap (25 de julio de 2002) (GBA).
- Blinx: The Time Sweeper (12 de diciembre de 2002) (Xbox).
- Blinx 2: Masters of Time and Space (18 de noviembre de 2004) (Xbox).
- Yoshi Topsy-Turvy(9 de diciembre de 2004) (GBA).
- Swords of Destiny (17 de febrero de 2005) (PS2).
- Blue Dragon (7 de diciembre de 2006) (Xbox360) junto con Mistwalker.
- Vampire Rain (25 de enero de 2007) (Xbox 360).
- Yoshi's Island DS (8 de marzo de 2007) (NDS).
- The World of Golden Eggs: Nori Nori Rhythm-kei (26 de junio de 2008) (Wii).
- Vampire Rain: Altered Species(21 de julio de 2008) (PS3).
- Away: Shuffle Dungeon (16 de octubre de 2008) (NDS) junto con Mistwalker.
- FlingSmash (18 de noviembre de 2010) (Wii)
- Yoshi's New Island (14 de marzo de 2014) (fecha de lanzamiento en España) (N3DS)